# Franciszek Wróbel (major)
Franciszek Wróbel (ur. 6 października 1890 w Jasionce, zm. wiosną 1940 w Charkowie) – major artylerii Wojska Polskiego, ofiara zbrodni katyńskiej.

## Życiorys
Urodził się 6 października 1890 w Jasionce, w rodzinie Andrzeja.
W czasie I wojny światowej walczył w szeregach cesarskiej i królewskiej Armii. Jego oddziałem macierzystym był Batalion Artylerii Fortecznej Nr 6. Na stopień podporucznika został mianowany ze starszeństwem z 1 lutego 1918.
Do Wojska Polskiego został przyjęty z byłej armii austro-węgierskiej. 14 października 1920 został zatwierdzony z dniem 1 kwietnia 1920 w stopniu kapitana, w artylerii, w grupie oficerów byłej armii austro-węgierskiej. Służył w 12 Pułku Artylerii Polowej w Złoczowie. 3 maja 1922 został zweryfikowany w stopniu kapitana ze starszeństwem z 1 czerwca 1919 i 109. lokatą w korpusie oficerów artylerii. W 1923 pełnił obowiązki komendanta kadry baterii zapasowej. Z dniem 1 września 1924 powierzono mu obowiązki kwatermistrza. 1 grudnia 1924 został mianowany majorem ze starszeństwem z 15 sierpnia 1924 i 45. lokatą w korpusie oficerów artylerii. Po awansie został zatwierdzony na stanowisku kwatermistrza. Później został przesunięty na stanowisko dowódcy II dyonu. W grudniu 1929 został przydzielony do Powiatowej Komendy Uzupełnień Buczacz na stanowisko kierownika I referatu administracji rezerw i zastępcy komendanta. We wrześniu 1930 został przesunięty na stanowisko komendanta PKU Buczacz. W 1938 został przeniesiony w stan spoczynku. 
W nieznanych okolicznościach, po agresji ZSRR na Polskę (17 września 1939), został wzięty do niewoli sowieckiej i osadzony w obozie w Starobielsku. Wiosną 1940 został zamordowany przez funkcjonariuszy NKWD w Charkowie i pogrzebany potajemnie w bezimiennej mogile zbiorowej w Piatichatkach, gdzie od 17 czerwca 2000 mieści się oficjalnie Cmentarz Ofiar Totalitaryzmu w Charkowie. Figuruje na tzw. liście Gajdideja (poz. 486).
5 października 2007 minister obrony narodowej Aleksander Szczygło mianował go pośmiertnie na stopień podpułkownika. Awans został ogłoszony 9 listopada 2007 w Warszawie, w trakcie uroczystości „Katyń Pamiętamy – Uczcijmy Pamięć Bohaterów”.

## Ordery i odznaczenia
- Krzyż Walecznych[21][22][23]
- Złoty Krzyż Zasługi – 1938[24]
- Brązowy Medal Waleczności[4]
- Krzyż Wojskowy Karola[4]